# Your Best Friend
"Your Best Friend" là đĩa đơn thứ 37 của Kuraki Mai. Nó được phát hành vào ngày 19 tháng 10 năm 2011 dưới nhãn Northern Music.

## Danh sách bài hát
Tất cả lời bài hát được viết bởi Kuraki Mai.
| CD  | CD                           | CD                                       | CD                           | CD         |
| STT | Nhan đề                      | Phổ nhạc                                 | Arranger(s)                  | Thời lượng |
| --- | ---------------------------- | ---------------------------------------- | ---------------------------- | ---------- |
| 1.  | "Your Best Friend"           | Kuraki Mai, Giorgio "Giorgio 13" Cancemi | Giorgio "Giorgio 13" Cancemi | 5:52       |
| 2.  | "Step by Step"               | Kuraki Mai, Giorgio "Giorgio 13" Cancemi | Giorgio "Giorgio 13" Cancemi | 4:58       |
| 3.  | "Your Best Friend (hòa tấu)" | Kuraki Mai, Giorgio "Giorgio 13" Cancemi | Giorgio "Giorgio 13" Cancemi | 5:52       |